# Immigració portuguesa a Andorra
La immigració portuguesa a Andorra és un fenomen migratori de ciutadans portuguesos arribats a Andorra principalment durant els anys 80, 90 i començaments dels 2000.

## Antecedents
Portugal va viure un gran canvi social a partir de 1974, degut a la Revolució dels Clavells i la fi de la guerra colonial portuguesa, que van comportar la pèrdua dels territoris d'ultramar i la caiguda de la dictadura de Salazar. Desenes de milers de portuguesos van tornar de les colònies i es van trobar un país amb grans dificultats econòmiques. El país atlàntic va viure llavors una etapa d'emigració massiva amb destinació a diversos països d'Europa i Amèrica.
Per la seva part, Andorra va viure un boom demogràfic en l'etapa 1960 - 1980, augmentant la seva població en prop d'un 320%. Emulant l'èxode gallec i andalús, milers de ciutadans del nord de Portugal –Alto-Minho, Beira Alta i Baixa o Trás-os-Montes– van migrar a Andorra a partir de 1980.

## Moviment migratori a Andorra
L'arribada continua de portuguesos a partir de 1980 va fer que ràpidament s'establissin com el tercer grup nacional més gran de l'estat, per darrera d'andorrans i espanyols i significativament per sobre dels francesos. L'arribada d'immigrants portuguesos va créixer fins mitjan la dècada del 2000, quan va començar la crisi financera.
|                          | 1960  | 1980   | 1989   | 1999   | 2007   | 2021   |
| Població total d'Andorra | 8.392 | 35.460 | 50.826 | 65.971 | 83.137 | 79.535 |
| Població portuguesa      | s/d   | 1.099  | 2.439  | 6.926  | 13.551 | 8.693  |
| Proporció                |       | 3,1%   | 4,8%   | 10,5%  | 16,3%  | 10,9%  |

La diàspora portuguesa a Andorra s'ha caracteritzat per ocupar un segment social de rendes baixes, treballant en sectors poc qualificats com el de la construcció, hoteleria, comerç o al servei domèstic. En contraposició, el nombre de portuguesos dedicats al sector financer, sanitari o a l'educació és ínfim quan es contraposa amb els immigrants francesos o espanyols.
D'ençà de 2008, l'entrada de portuguesos s'ha reduït dràsticament. La crisi econòmica va minvar la necessitat de mà d'obra, motiu pel qual molts dels lusitans residents a Andorra van sortir del país, o bé tornant a Portugal o bé buscant fortuna en altres països.

## Rebuda i adaptació
Les diferències lingüístiques, culturals i econòmiques entre la població portuguesa i l'andorrana va fer que l'adaptació al nou país fos difícil. A això se li ha de sumar el rebuig que la societat andorrana va mostrar als nouvinguts. L'especial casuística d'Andorra pel que fa a l'obtenció de la nacionalitat va esdevenir també un obstacle afegit a l'hora de perllongar l'arrelament dels migrants al Principat —que sovint tornen a Portugal quan arriben a l'edat de jubilació.

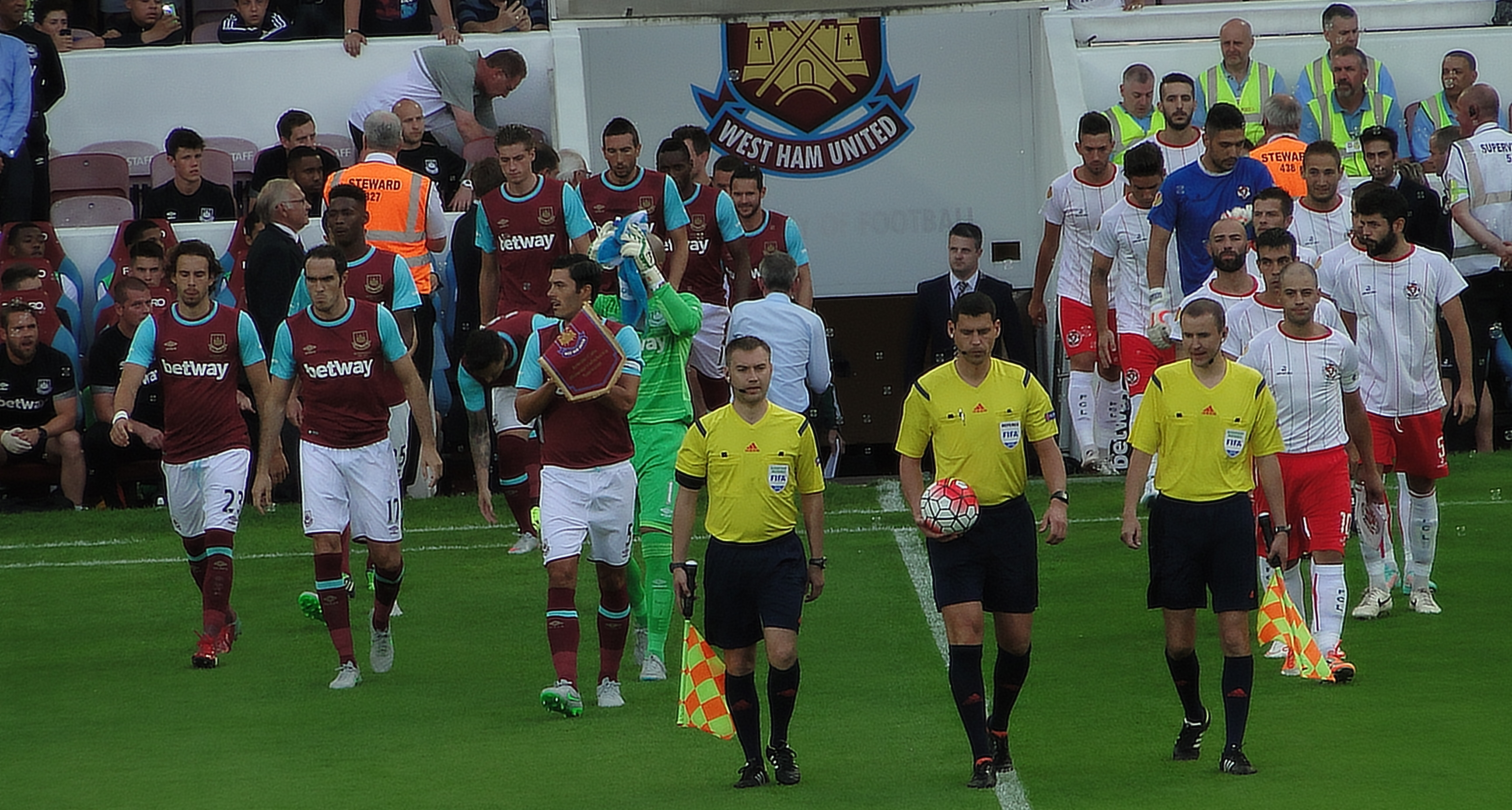
Partit internacional del FC Lusitans, 2015.

La comunitat portuguesa va fundar l'any 1996 el Grup de Folklore Casa de Portugal, que ensenya i difon la seva cultura i organitza diferents esdeveniments a l'estat. En destaquen la tradicional cantada de Janeiras al Nadal i O Feirão d'Andorra la Vella, una fira ambientada en la primera meitat del segle xx i en la qual s'hi venen productes típics de Portugal.
Una altra mostra és la fundació del FC Lusitans l'any 1999 (desaparegut el 2020), un club de futbol format inicialment per joves d'origen portuguès i que va guanyar dues lligues i una copa.